# Стаи и косяки рыб

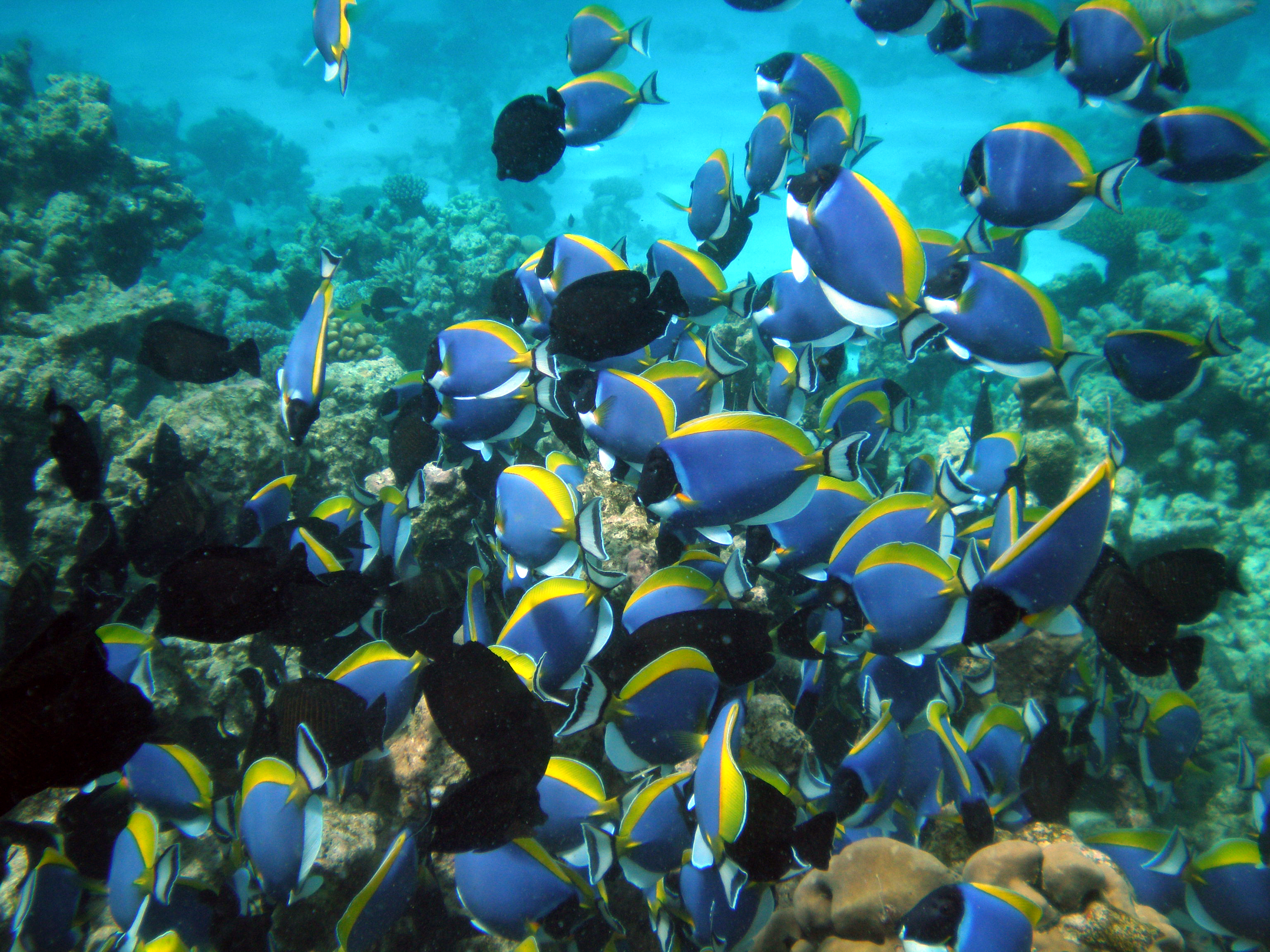
Хаотичное скопление белогрудых хирургов у кораллового рифа в водах Мальдивских островов. Рыбы плавают независимо друг от друга, но, тем не менее, они связаны между собой и образуют социальную группу

В биологии, любые группы рыб, которые держатся вместе по социальным причинам, представляют собой стаю. Как правило, это рыбы одного вида, большинство из которых находится в одинаковой фазе жизненного цикла, активно контактирует друг с другом и в любой момент может проявить биологически полезную для членов группы организованную деятельность. Примерно четверть всех существующих видов рыб, в основном мелкие пелагические рыбы, такие как сельди и анчоусы, проводят всю свою жизнь в стаях. Около половины видов живут стаями часть жизни, обычно до наступления половой зрелости, например, карповые и жерехи.
Подобное временное объединение взаимосвязанных по своему поведению рыб имеет разнообразное приспособительное значение. Это и защита от хищников (опасность легче обнаружить, кроме того, находясь в массе сородичей, меньше шансов быть пойманным), и эффективный поиск пищи, и больший успех в поиске партнёра для размножения, и благополучные миграции и зимовка.
Рыбы образуют стаи по нескольким параметрам. Как правило, они предпочитают более крупные косяки, состоящие из особей своего вида, либо похожих на себя по размеру и внешнему виду, здоровых рыб, и родственников.

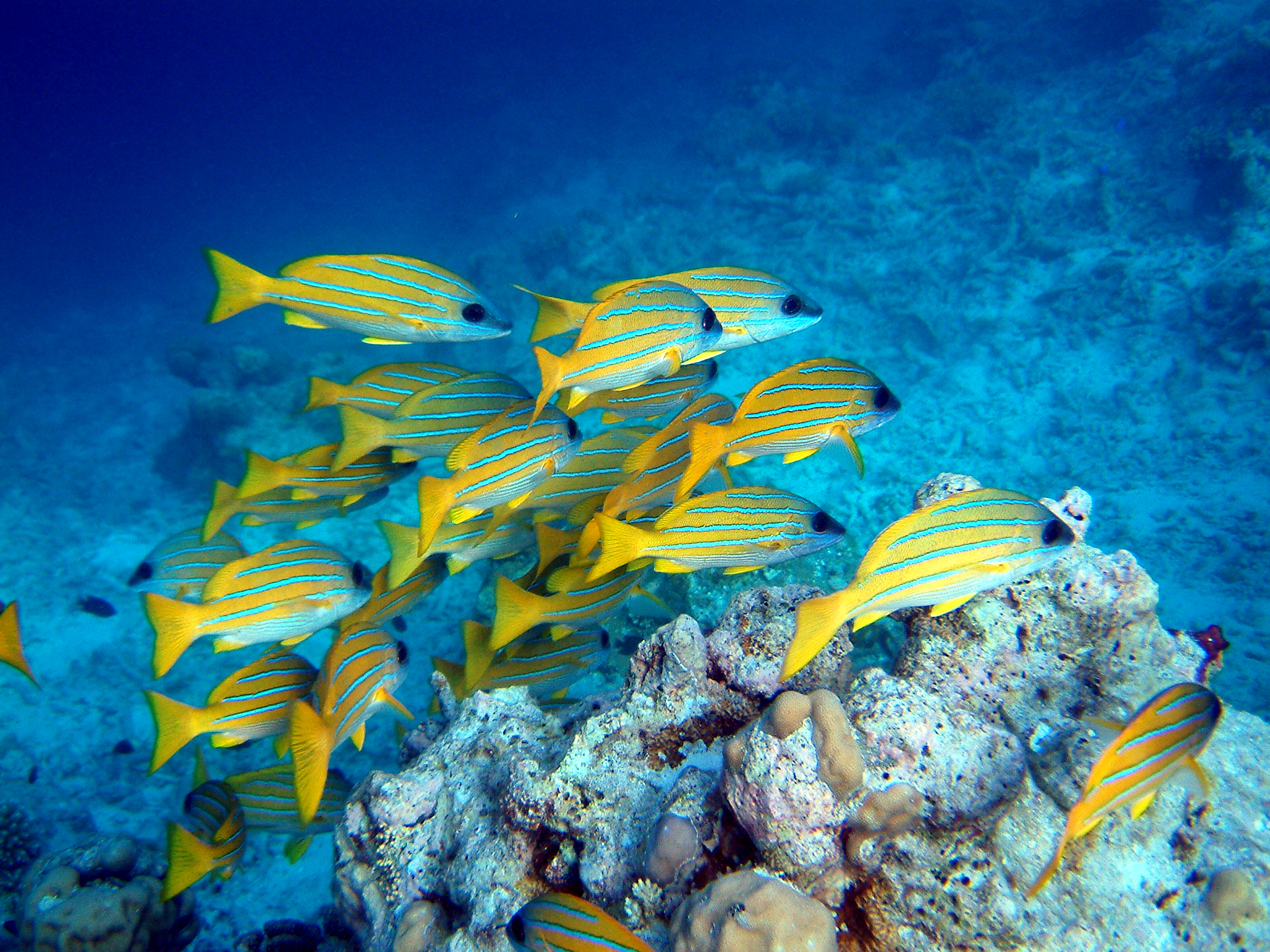
Организованная стая кашмирских луцианов. Все рыбы синхронно плывут в одном направлении

Согласно эффекту «странности» любой член стаи, который выделяется своим внешним видом, станет преимущественной мишенью для хищников. Этот факт объясняет почему рыбы предпочитают стаи похожих на себя особей. Эффект «странности», таким образом, обусловливает гомогенность стай.

## Обзор

Подводное видео косяка сельди, который быстро мигрирует на нерестилища в Балтийском море

Скопление рыбы — это общий термин для любой группы рыб, собравшейся в каком-либо месте. Скопления рыб бывают структурированными или неструктурированными. Неструктурированные скопления могут состоять из особей смешанных видов и размеров, собравшихся случайно у локальных ресурсов, например, корма или гнездовья.
Если агрегация происходит интерактивным, социальным путём, её можно назвать стаей. Хотя стайные рыбы могут плавать и кормиться независимо друг от друга, тем не менее, они всё же осведомлены о других членах группы, о чём свидетельствует их приспособительное поведение. Стайные группы могут быть образованы рыбами разных размеров и видов.
Стая бывает организована довольно жёстко, когда рыбы плавают синхронно с одинаковой скоростью и в одном направлении.
Подобные косяки обычно образованы рыбами одного вида и возраста/размера, двигающимися на некотором расстоянии друг от друга. Стаи способны производить сложные манёвры, словно обладают собственным разумом.
Тонкости формирования стаи изучены далеко не полностью, особенно аспекты движения и энергетики питания. Для объяснения стайного поведения выдвинуто множество гипотез, в том числе лучшая ориентация, синхронизация охоты, запутывание хищника и снижение риска быть схваченным. Стайный образ жизни имеет и свои недостатки, например, накопление выделений дыхательной системы и истощение кислорода и пищевых ресурсов.

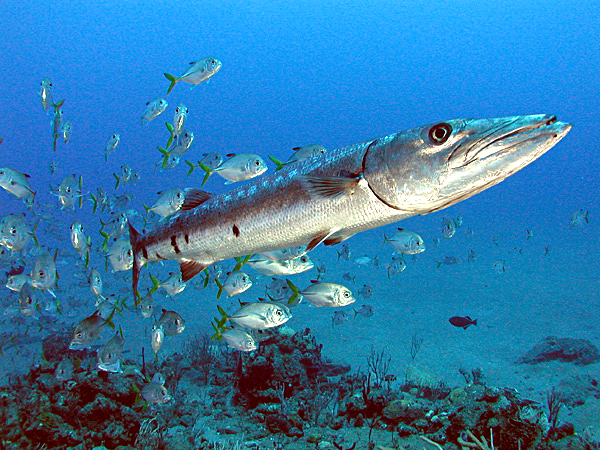
Крупные хищники, часто сопровождают стаи кормовых рыб. На фотографии изображена стая красных каранксов в сопровождении большой барракуды.

У рыб стайность бывает облигатной или факультативной.
Облигатные стайные рыбы, такие как тунцы, сельди и анчоусовые, всю жизнь проводят в группе и начинают беспокоиться, будучи отделёнными от неё. Факультативные стайные рыбы, например, атлантическая треска, сайда и некоторые виды ставридовых, собираются в стаи лишь на время, иногда для размножения.
Скопление рыб может превратиться в слаженную и организованную стаю, а затем в течение нескольких секунд снова стать аморфным. Такие трансформации вызваны переходом между разными видами деятельности: от кормления к отдыху, миграции или спасению бегством.
Аморфные скопления более уязвимы для нападения хищника. Форма стаи зависит от вида рыб и того, чем они занимаются в текущий момент. Косяки мигрирующих рыб выстраиваются длинными тонкими линиями, приобретают квадратную, овальную или амёбовидную форму. Быстро движущиеся стаи, как правило, имеют форму клина, а нагульные косяки обычно становятся круговыми.
Кормовые рыбы — это мелкие рыбы, на которых охотятся крупные хищники — рыбы, морские птицы и млекопитающие. Типичные океанические кормовые рыбы представляют собой небольших планктонофагов, подобных сельдям, анчоусам и менхэденам. Кормовые рыбы компенсируют свой малый размер, формируя косяки. Иногда они кормятся, синхронно двигаясь в определённом порядке с открытыми ртами, что позволяет им эффективно фильтровать планктон.
В ходе миграций кормовые рыбы огромными косяками двигаются вдоль береговой линии и переплывают через открытый океан.
Большинство кормовых рыб являются пелагическими, они формируют свои стаи в открытой воде, а не на дне или около дна (донные рыбы). Кормовые рыбы недолговечны, в основном их перемещения незаметны для человека. Внимание хищников сосредоточено на косяках, они знают их численность и местонахождение, и зачастую сами собираются в стаи и совершают длительные миграции, чтобы поддерживать с ними связь.

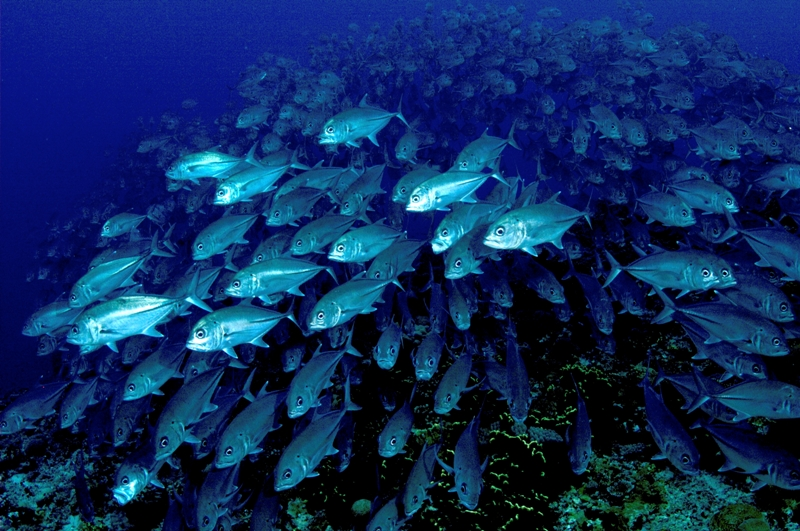
Косяк рыб множеством глаз сканирует пространство на предмет корма или опасности

Сельди — одни из наиболее впечатляющих стайных рыб. Они образуют многочисленные скопления. Самые крупные косяки формируются во время миграций путём слияния нескольких мелких стай. Во время миграции кефали в Каспийском море «цепочки», образованные многочисленными стаями, тянутся на сотни километров. По оценкам стаи сельди в Северной Атлантике могут занимать до 4,8 кубических километров при плотности 0,5—1,0 рыбы на кубический метр, что в сумме составляет около трёх миллиардов особей в одном косяке. Эти стаи двигаются вдоль побережья и пересекают открытый океан. Молоки нерестящихся тихоокеанских сельдей иногда окрашивают приибрежные воды Южного Сахалина в белый цвет. В целом косяки сельди чётко организованы, что позволяет им поддерживать относительно постоянную крейсерскую скорость. У сельдевых отличный слух, их косяки мгновенно реагируют на появление хищника. Сельди держатся на определённом расстоянии от хищника, например, косатки, образуя вакуоль, которая с высоты птичьего полёта выглядит как бублик.
Многие виды крупных хищников также образуют стаи, в том числе мигрирующие рыбы, такие как тунцы и некоторые океанские акулы.
Стайный образ жизни обычно описывают как компромисс между преимуществом жизни в группе в плане большей защищённости от хищников и усилением конкуренции в добывании пищи. Некоторые авторы утверждают, что совокупные преимущества стайного поведения представляют для рыб мощные селективные стимулы, заставляющие их присоединяться к косякам.
Есть мнение, что формирование стай является классическим примером эмерджентности, то есть наличия свойств, принадлежащих группе, а не отдельным рыбам. Эмерджентные свойства обеспечивают членам стаи эволюционное преимущество.

## Социальное взаимодействие
Социальную функцию стайного образа жизни, особенно у рыб, можно рассматривать в нескольких аспектах их поведения. Например, эксперименты показали, что отдельные рыбы, будучи изолированными из стаи, начинают интенсивнее дышать. Этот эффект был приписан к воздействию стресса, оказалось, что пребывание среди сородичей действует успокаивающе и даёт мощную социальную мотивацию, чтобы оставаться в группе.
Сельди, например, сильно волнуются, если их изолировать от сородичей. Из-за адаптации к стайному образу жизни их редко содержат в аквариумах. Даже в самых лучших искусственных условиях они становятся болезненными и вялыми по сравнению с полными энергии собратьями в диких косяках. В ходе наблюдений за сельдью в искусственных условиях было установлено, чем многочисленнее группа, тем быстрее рыбы начинают питаться и лучше себя чувствуют. Сельди, содержащиеся изолированно или попарно, не питались и погибали через 2—15 суток.

## Преимущества в добывании корма

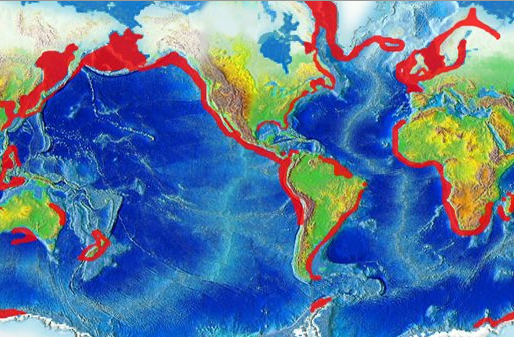
Прибрежные апвеллинги (отмечены красным) снабжают косяки кормовых рыб обильным питанием (планктоном), в свою очередь, эти скопления рыб привлекают крупных хищников

Было сделано предположение, что стайный образ жизни у рыб повышает эффективность добывания корма. Подобное явление было обнаружено при изучении нагульного поведения стайных карповых.
В этом исследовании было измерено время, которое потребовалось группам обыкновенных гольянов и золотых рыбок, чтобы найти корм. При разной численности рыб в группе было установлено статистически значимое уменьшение времени, необходимое для поиска пищи большими группами. Структура стай также помогает эффективнее охотиться хищным рыбам. Анализ данных, полученных с помощью аэрофотосъемки, показал, что стая обыкновенных тунцов имеет форму параболы, этот факт наводит на мысль о коллективной охоте у этого вида.
Причиной этому множество глаз, ищущих еду. Рыбы в косяках «делятся» информацией, контролируя поведение друг друга с близкого расстояния. Кормовое поведение одной рыбы быстро стимулирует активный поиск пищи у других.
В океане благодатную почву для кормления рыбам обеспечивают апвеллинги. Общая циркуляция в океане представляет собой крупномасштабные океанские течения, вызванные силой Кориолиса. Ветровые поверхностные течения взаимодействуют с этими круговоротами и с подводными образованиями рельефа, такими как подводные горы, банки, и край континентального шельфа, производя восходящие течения и апвеллинги. Они переносят питательные вещества, благодаря которым процветает планктон. Привлечённый обильным кормом планктон становится кормом для рыб. В свою очередь, кормовые рыбы являются добычей крупных хищников. Большинство апвеллингов наблюдаются в прибрежных водах, многие из них поддерживают наиболее богатые мировые рыбные ресурсы. Апвеллинг отмечается у побережья Перу, Чили, в Аравийском море, в западных водах Южной Африки, у восточных берегов Новой Зеландии и побережья Калифорнии.
Веслоногие рачки, главный компонент зоопланктона, составляют основу рациона кормовых рыб. Эти мелкие ракообразные обитают как в океане, так и в пресной воде. Их длина обычно не превышает 1—2 мм, удлинённое тело имеет форму капли. Веслоногие очень осторожны и вёртки. Расставив длинные усики, они способны ощутить изменение давления воды, вызванное приближением хищника, и мгновенно отскочить на несколько сантиметров. При высокой концентрации рачков стаи сельдей кормятся, проплывая сквозь их скопление с распахнутыми ртами и полностью раскрытыми жаберными крышками.

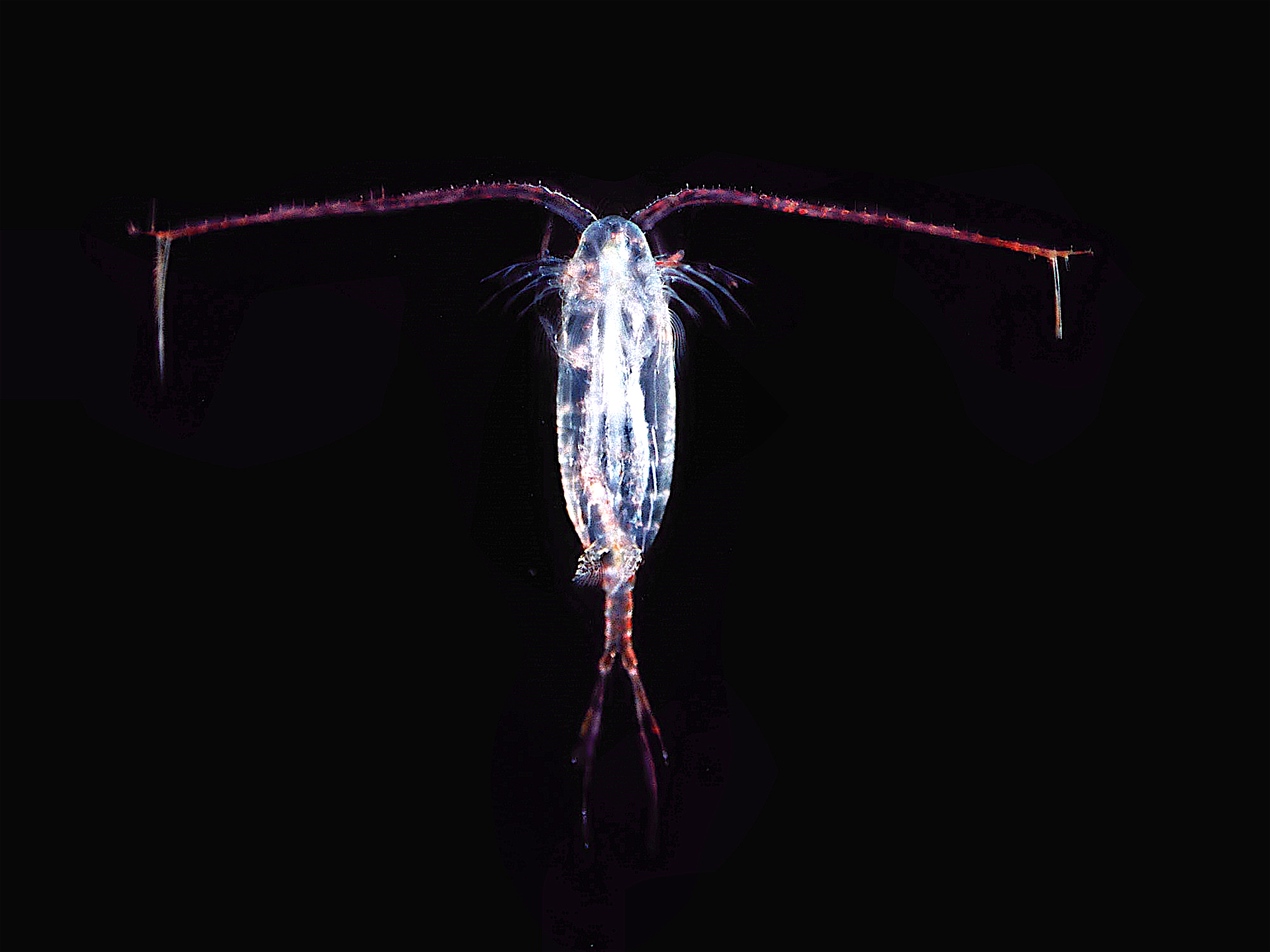
С помощью длинных усиков веслоногие рачки улавливают изменение давления воды
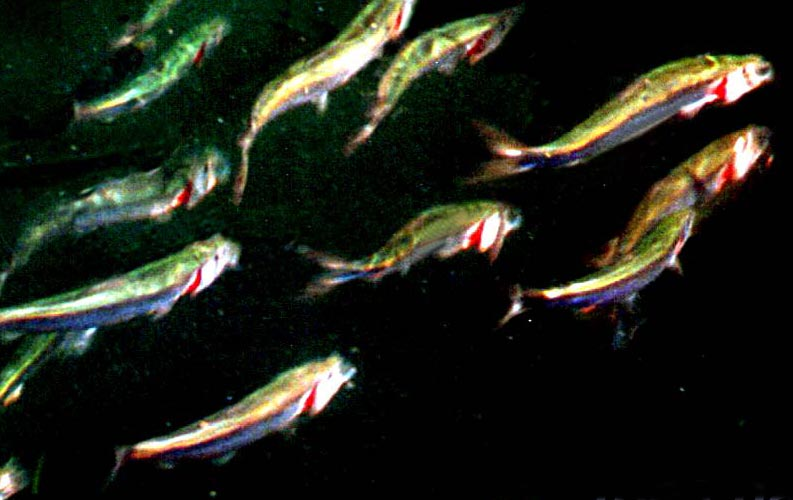
Сельди кормятся рачками, раскрыв рот
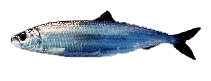
Веслоногие рачки составляют основу рациона многих пелагических кормовых рыб, например, сельдей
Схема показывает, как сельди синхронно охотятся на такую подвижную добычу, как веслоногие

Рыбы плывут рядом друг с другом на расстоянии, равном длине прыжка рачков, как показано на анимации вверху справа. Рачок чувствует давление воды от приближающейся рыбы и совершает скачок, длина которого всегда примерно одинакова. Рачок способен неутомимо совершить до 80 прыжков за раз. После прыжка ему требуется 60 миллисекунд, чтобы вновь расправить антенны. Эта задержка может стать для него губительной, поскольку сельди движутся непрерывным потоком и в конце концов поймают его. С другой стороны, единичная неполовозрелая сельдь не в состоянии отловить крупного веслоногого рачка.

## Преимущества в размножении
Стайное поведение может дать рыбам определённые преимущества в размножении. В стае легче найти потенциального партнёра, для этого требуется меньше энергии. Рыбы, совершающие длительные миграции на нерестилища, лучше ориентируются в стае, получая информацию об окружающей среде от всех её членов.

Схема миграций мойвы

Кормовые рыбы зачастую совершают миграции между местами нагула, нереста и природными питомниками. Как правило, у конкретной популяции эти три места образуют треугольник. Например, популяция сельди нерестится у южного побережья Норвегии, нагуливается в водах Исландии, а молодь подрастает на севере Норвегии. Подобное географическое разделение может играть существенную роль, поскольку во время нагула кормовые рыбы не различают собственную молодь и возможен каннибализм.
Мойва — кормовая рыба семейства корюшковых, которая обитает в Атлантическом и Северном ледовитом океане. Летом она нагуливается на плотных скоплениях планктона у края ледяного шельфа. Крупные особи также питаются крилем. Весной и летом большими стаями мойва мигрирует между местами нагула и нереста (Исландия, Гренландия и Ян-Майен). Их миграции подвержены влиянию океанических течений. Весной и осенью половозрелые особи движутся к северу на нагул вокруг Исландии. В сентябре-ноябре они плывут в обратном направлении. Миграция на нерест начинается в декабре-январе.
Схема справа показывает основные нерестилища и направление движения личинок. Зелёным цветом отмечена мойва, следующая на нагул, синим показано обратное направление, а красным цветом отмечены нерестящиеся рыбы.

## Влияние на гидродинамику
Существует теория, согласно которой стайные рыбы способны экономить энергию на движении в группе, подобно велогонщикам в пелотоне. Считается, что гуси, совершающие перелёты в стае в виде буквы V пользуется тем же преимуществом, двигаясь в восходящем потоке вихря, создаваемого крыльями птиц, летящих впереди.
Вероятно, регулярный интервал и примерно одинаковый размер рыб, составляющих стаю, повышает гидродинамическую эффективность. Однако лабораторные эксперименты не подтвердили эту гипотезу, хотя возможно существование подобного феномена в дикой природе. Было сделано предположение, что рыбы, занимающие положение лидеров в стае, постоянно меняются, поскольку оно даёт преимущества в кормлении, тогда как остальные члены группы выигрывают в гидродинамике.

## Защита от хищников
Когда стайная рыба отбивается от косяка, она легко становится добычей хищника. Стайный образ жизни предполагает несколько способов избежать опасности. Во-первых, это поведение, сбивающее хищника с толку.
В погоне за стаей дневной хищник может быть спутан многочисленными мелькающими рыбками, погоня становится менее целенаправленной, броски учащаются, растёт число промахов. Дезориентацию увеличивают специфические манёвры стаи, например, при броске ближайшие к агрессору рыбы рассыпаются веером вперёд и в стороны, и, проплыв немного вперёд, заворачивают обратно к хвосту хищника против направления его атаки. Иногда стая разделяется надвое и снова соединяется позади хищника, совершив манёвр в виде буквы Ф. Подобное поведение наблюдается при погоне лобанов и морских налимов за обыкновенными атеринами, европейскими сарганами и европейскими анчоусами. Описанный манёвр был зафиксирован в искусственных условиях при наблюдении за молодью щуки и мальками карповых рыб. Подобное явление объясняется, вероятно, тем, что движение многочисленных потенциальных жертв «перегружает» зрительные каналы хищника. Это предположение было подтверждено как экспериментально, так и с помощью компьютерного моделирования.
Стайные рыбы имеют одинаковый размер и серебристую окраску, поэтому хищнику трудно выделить один объект из массы мелькающих рыб, а затем схватить добычу, прежде чем она скроется в круговороте сородичей.
Во-вторых, скопление рыб не даёт боковой линии и электросенсорной системе хищника точных сигналов.
Движения плавников одной рыбы создают точечный источник волнообразного сигнала, по которому хищник мог бы локализовать её. Поскольку поля множества рыб перекрывают друг друга, сигналы перемешиваются, вероятно, формируя волну давления, воспринимаемую боковой линией, как исходящую от крупного животного. Боковая линия играет важную роль в финальной фазе атаки хищника.
Восприимчивые к электричеству животные способны локализовать источник поля с помощью пространственных неравномерностей. Отдельные сигналы можно получить при условии, что испускающие их особи удалены друг от друга на расстоение, равное примерно пяти ширинам своего тела. Если объекты расположены слишком скученно, чтобы быть распознанными, получается «размытая» картинка.
На основании этого можно сделать предположение, что стайное поведение способно запутать электросенсорную систему хищника.
Третий эффект противодействия хищникам, которым могут обладать скопления животных, описывает гипотеза «множества глаз». Эта теория гласит, что по мере увеличения размера группы задача сканирования окружающей среды на предмет обнаружения опасности может быть распределена среди множества особей. Кроме того, массовое сотрудничество, вероятно, повышает бдительность и увеличивает время индивидуального кормления.
Гипотетически рыбы получают преимущество за счёт стайного образа жизни благодаря эффекту «растворения в толпе», который схож с эффектом запутывания хищника. Конкретный хищник может съесть только небольшую часть крупной стаи по сравнению с немногочисленной агрегацией.
Было сделано предположение, что животные ищут в группе индивидуальное спасение и прячутся за спинами сородичей.
В другой формулировке теория рассматривалась как комбинация обнаружения и вероятности атаки.
В части теории, касающейся обнаружения, было высказано предположение, что потенциальная добыча может получить преимущество от жизни в группе, так как вероятность встретиться с хищником у каждой конкретной группы меньше, чем у единичной особи. В части, касающейся атаки, говорилось, что в присутствии вокруг большого количества рыб атакующий хищник с меньшей вероятностью съест определённую рыбу. В целом предполагалось, что рыбе выгоднее находится в большей из двух групп, при условии, что вероятность обнаружения и атаки не увеличивается непропорционально с размером группы.

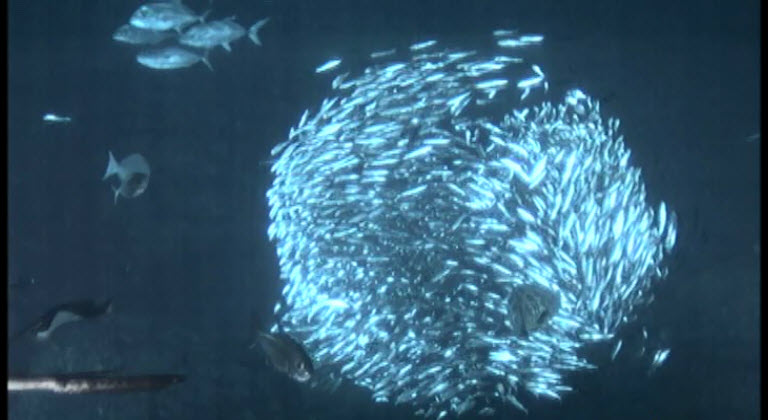
Сардины, сбившиеся в клубок в окружении хищников

Стайные кормовые рыбы постоянно подвергаются нападениям со стороны хищников. Примером могут служить атаки, которые происходят во время хода сардин, когда миллионы серебристых рыб плывут вдоль южного побережья Африки. По биомассе скопления сардин могут соперничать со стадами большого гну в Восточной Африке.
Продолжительность жизни сардин невелика, всего 2—3 года. Весной и летом взрослые двухлетние сардины массово нерестятся на банке Агульяс, выпуская в воду тонны икры. Затем они отправляются в субтропические воды Индийского океана. Самые крупные косяки достигают 7 км в длину, 1,5 км в ширину и 30 м в глубину. За сардинами следует огромное количество акул, дельфинов, тунцов, парусников, капских морских котиков и даже косаток. В случае опасности сардины и другие кормовые рыбы сбиваются вместе, образуя массивные подвижные клубки, диаметр которых может достигать 10—20 м. Подобная агрегация редко сохраняется дольше 10 минут.
Пираньи имеют репутацию свирепых рыб, которые охотятся стаями. Однако исследователи, которые исходили из предположения, что стая служит им для совместной охоты, обнаружили, что подобно другим рыбам пираньи образуют скопления для защиты от хищников, таких как бакланы, кайманы и дельфины.
Некоторые стаи рыб практикуют коллективное нападение на хищников. Например, синежаберные солнечники в местах гнездовых колоний атакуют каймановых черепах. Вероятно, таким поведением они демонстрируют своё присутствие, отгоняют хищников и обучают молодь распознавать опасность.
Развитие стайного поведения, вероятно, связано с улучшением восприятия, которое позволяет избежать каннибализма.

## Адаптация со стороны хищников
У хищников выработались различные приёмы противодействия, подрывающие защитные свойства стайного поведения и манёвров кормовой рыбы. Парусник поднимает свой парус, становится крупнее и таким образом способен нанести больший урон стае рыб или кальмаров. Меч-рыба на высокой скорости врезается в косяк и своим мечом убивает или глушит жертвы. Затем она возвращается, чтобы подобрать «улов». Лисьи акулы, иногда собираясь попарно или группой, своим длинным хлыстообразным хвостом сбивают косяк плотнее и глушат рыбу.
Короткопёрые серые акулы проносятся сквозь косяк вертикально, закручиваясь вокруг своей оси, и хватают рыбу раскрытой пастью. Иногда в финальной части атаки они полностью выскакивают из воды.

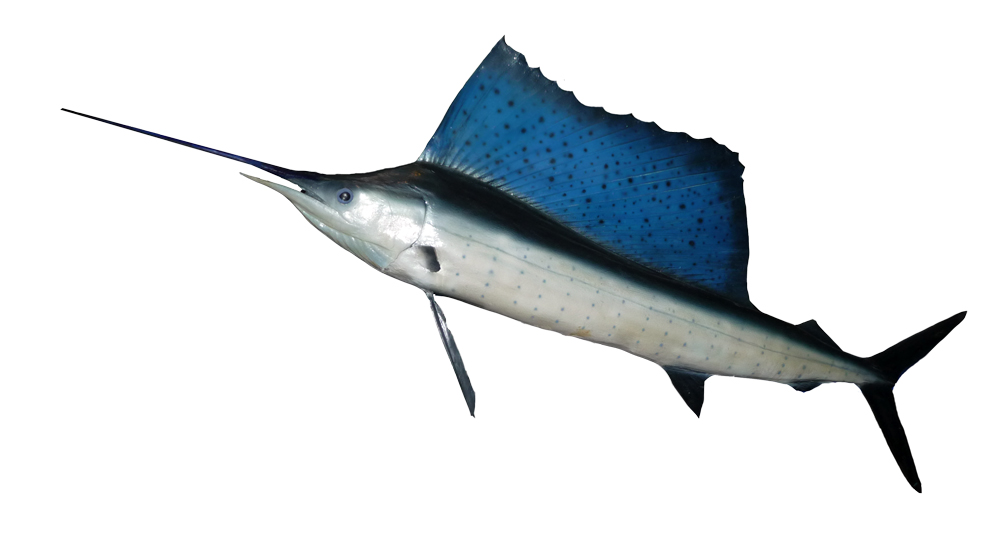
Парусник с расправленным спинным плавником — «парусом».
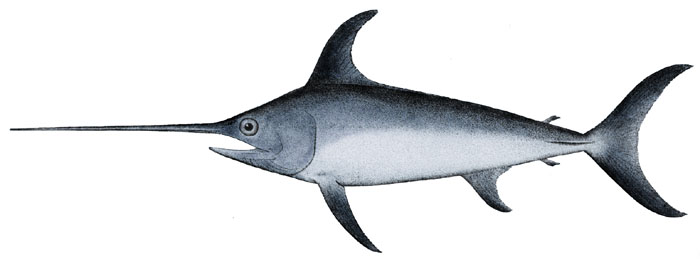
Меч-рыба бьёт рыбу своим рострумом.
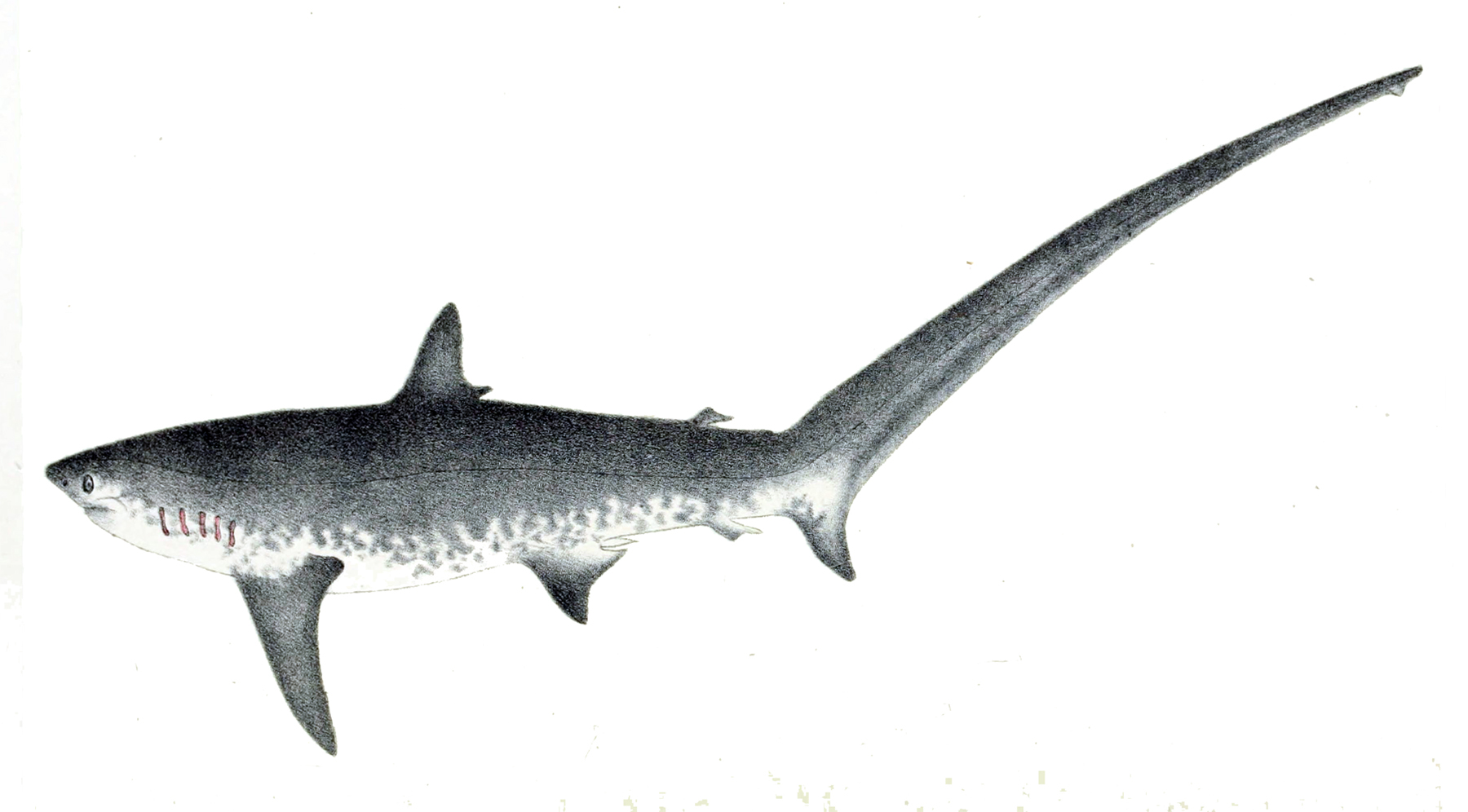
Лисья акула глушит рыбу верхней лопастью хвостового плавника.
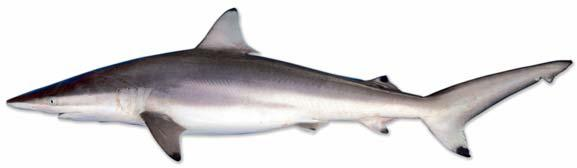
Короткопёрая серая акула во время атаки крутится вокруг своей оси.

Некоторые хищники, например, дельфины, сами охотятся коллективно. Одним из методов охоты у дельфинов является «выпас», когда стадо млекопитающих контролирует стаю рыб, в то время как его отдельные члены по очереди проплывают сквозь плотно сбитый косяк и кормятся. Иногда дельфины преследуют добычу и загоняют на отмель, где её проще поймать. Подобное поведение наблюдается у афалин в водах Южной Каролины.
Афалины также используют следующую тактику охоты: один из дельфинов направляет косяк в сторону своих сородичей, которые образуют своеобразный барьер. Загнанные рыбы начинают выскакивать из воды, где их подхватывают дельфины.
Подобный тип совместной ролевой специализации встречается чаще у морских животных, возможно, потому что этому способствуют биоразнообразие, большая биомасса добычи и мобильность хищников.
Небольшая популяция афалин в Мавритании ловит рыбу совместно с местными рыбаками. Дельфины направляют косяк к берегу, где люди ждут с их сетями. В суматохе дельфинам также удаётся наловить большое количество рыбы. Также наблюдаются внутривидовые совместные методы поиска пищи.
Некоторые киты поглощают стайных рыб, подныривая под косяк и всплывая с распахнутой пастью. Стремительный подъём с глубины увеличивает давление воды и помогает китам шире раскрыть рот, а также захватить большой объём воды с рыбой. Такой метод кормления полосатиков представляет пример уникального биомеханического процесса на Земле.

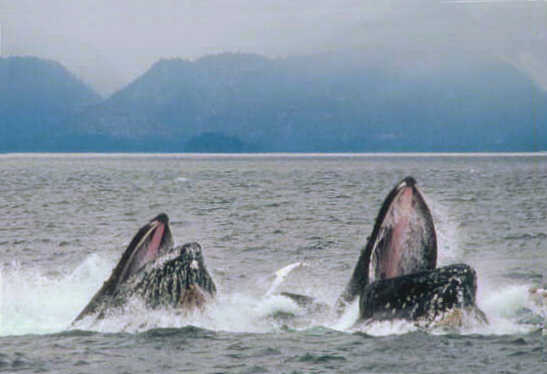
Пара горбачей кормится, поднявшись из глубины
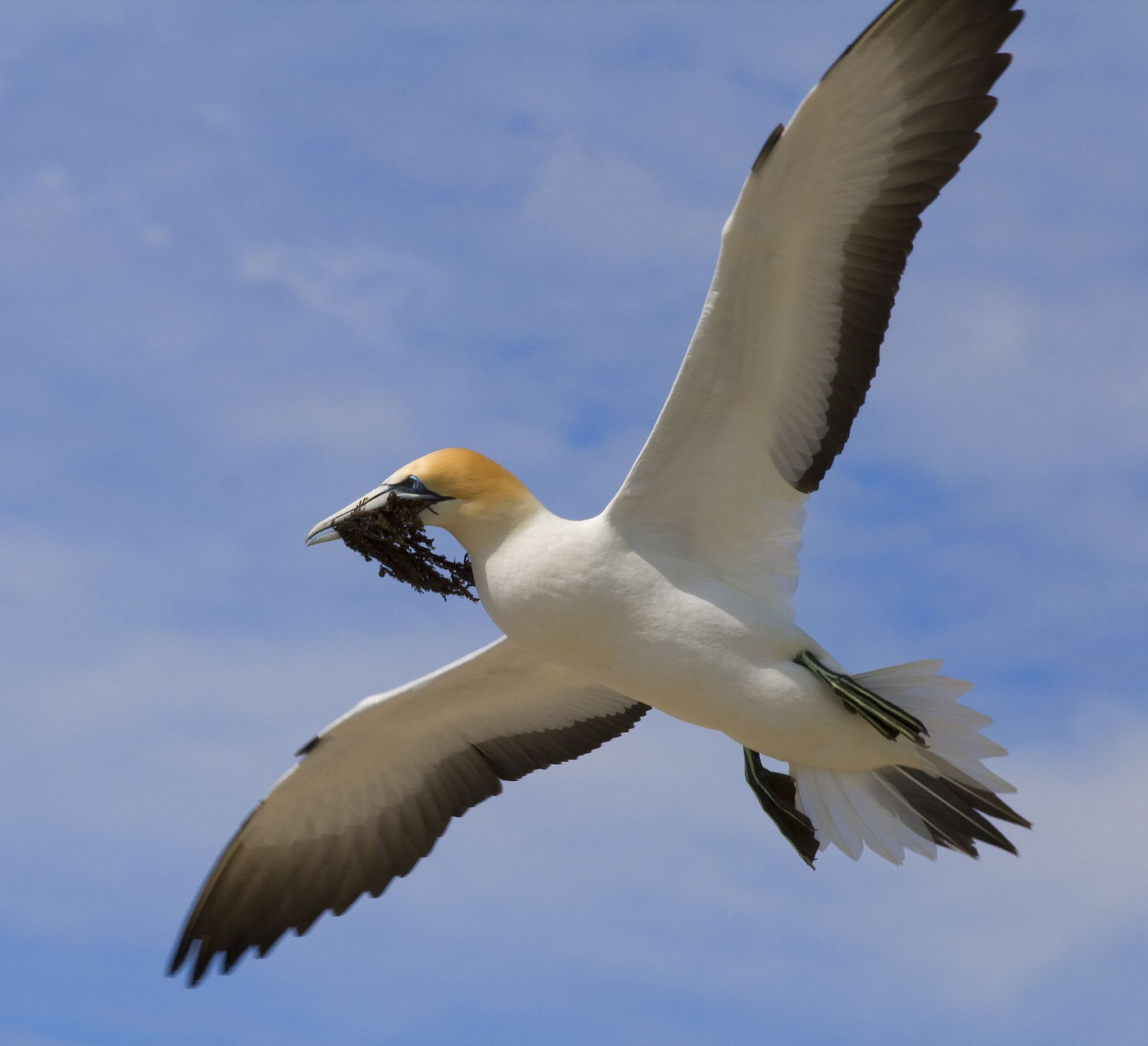
Олуша с добычей

## Органы чувств и стайный образ жизни
Стайные рыбы плывут стройными фалангами, зачастую совершая стремительные подъемы и спуски, и крутясь вокруг своей оси, подобно сельдям, при этом они меняют форму стаи, минуя столкновений между собой. Для осуществления подобных манёвров необходима очень быстрая система реагирования. Молодые рыбы сначала собираются попарно, а затем образуют более крупные группы. Стайное поведения развивается инстинктивно, а не путём подражания старшим рыбам. Стайный образ жизни подразумевает наличие у рыб сенсорных систем, способных мгновенно реагировать на небольшие изменения в их положении по отношению к своему соседу. Большинство стайных рыб теряют способность совершать коллективные манёвры после наступления темноты и в это время суток формируют аморфные агрегации. Данный факт свидетельствует о том, что зрение имеет важное значение для стайного образа жизни, что подтверждает поведение рыб, временно утративших зрение. На теле (у головы или у хвоста) стайных видов часто имеются отметины или полосы, которые служат контрольными метками для координации движения в стае, подобно меткам, используемым для захвата движения в анимации.
Помимо зрения стайный образ жизни задействует другие органы восприятия. Роль феромонов и обоняния не столь очевидна. В ходе лабораторных исследований отмечалось, что стайные рыбы, у которых искусственно была удалена боковая линия, начинали держаться ближе к сородичам. Вероятно, этот орган восприятия служит для более точного позиционирования в рамках стаи.

## Структура стаи
Трёхмерную структуру косяка довольно сложно наблюдать и описывать из-за многочисленности особей, образующих стаю. Это стало возможно благодаря методам, использующих последние достижения в области акустического рыболовства.
Стаю рыб можно описать, опираясь на следующие параметры:
- Размер стаи — численность рыб, образующих агрегацию. Для создания образа косяков рыбы на краю континентального шельфа у восточного побережья Северной Америки используют методику дистанционного зондирования. Косяки сельдей, мерлуз, скапов и чёрных каменных окуней состоят из миллионов особей и тянутся на многие километры[55].
- Плотность — это количество рыбы в стае, делённое на объём косяка. Плотность скопления бывает неоднородной[56]. В районе банки, которая отделяет залив Мэн от главной впадины Атлантического океана, примерно в течение часа поверхностная плотность атлантической сельди, пришедшей на нерест, увеличивается с «фонового» уровня (0,05—0,1 особи на квадратный метр) в 2—3 раза[57].

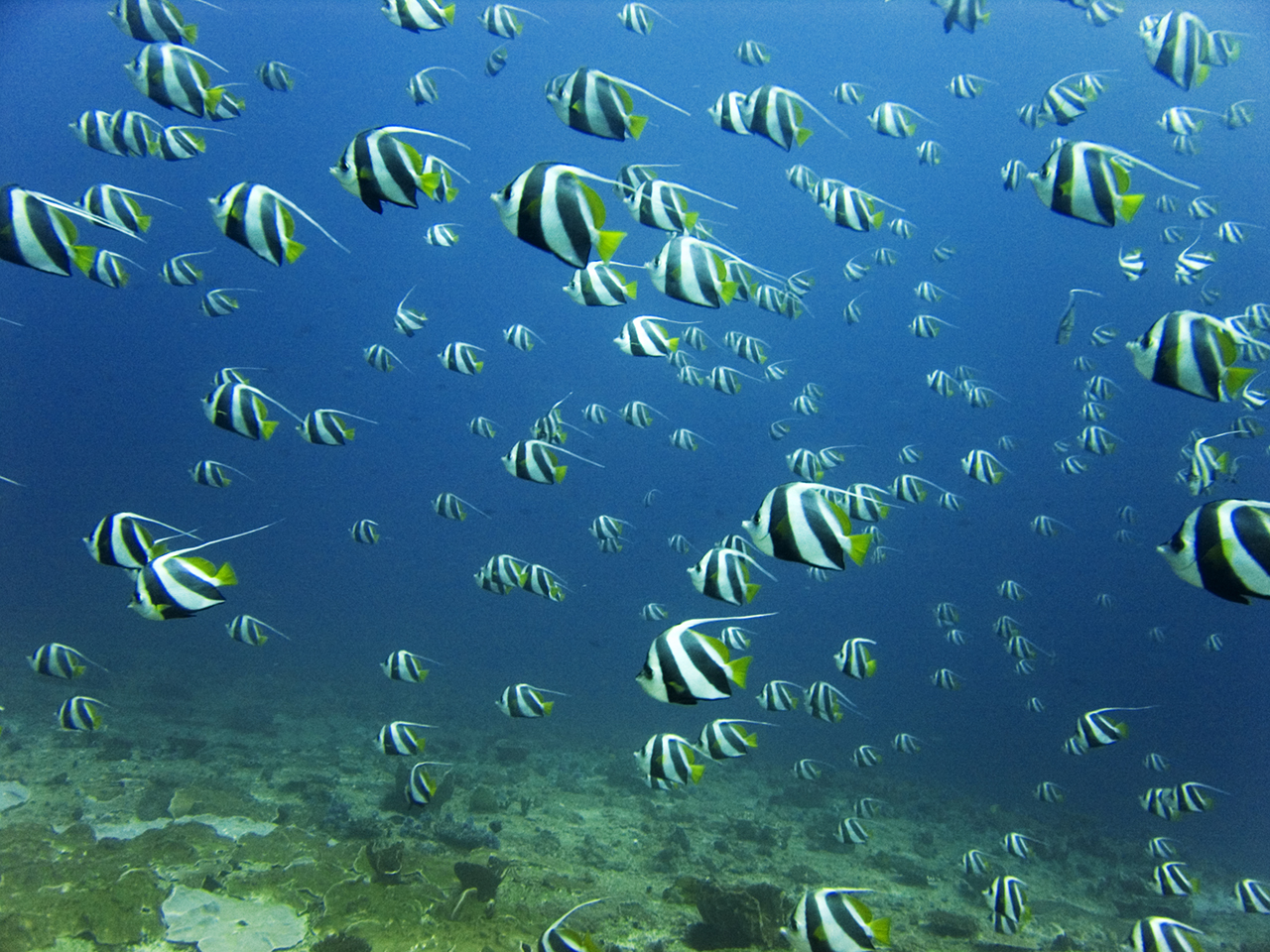
Низкая плотность
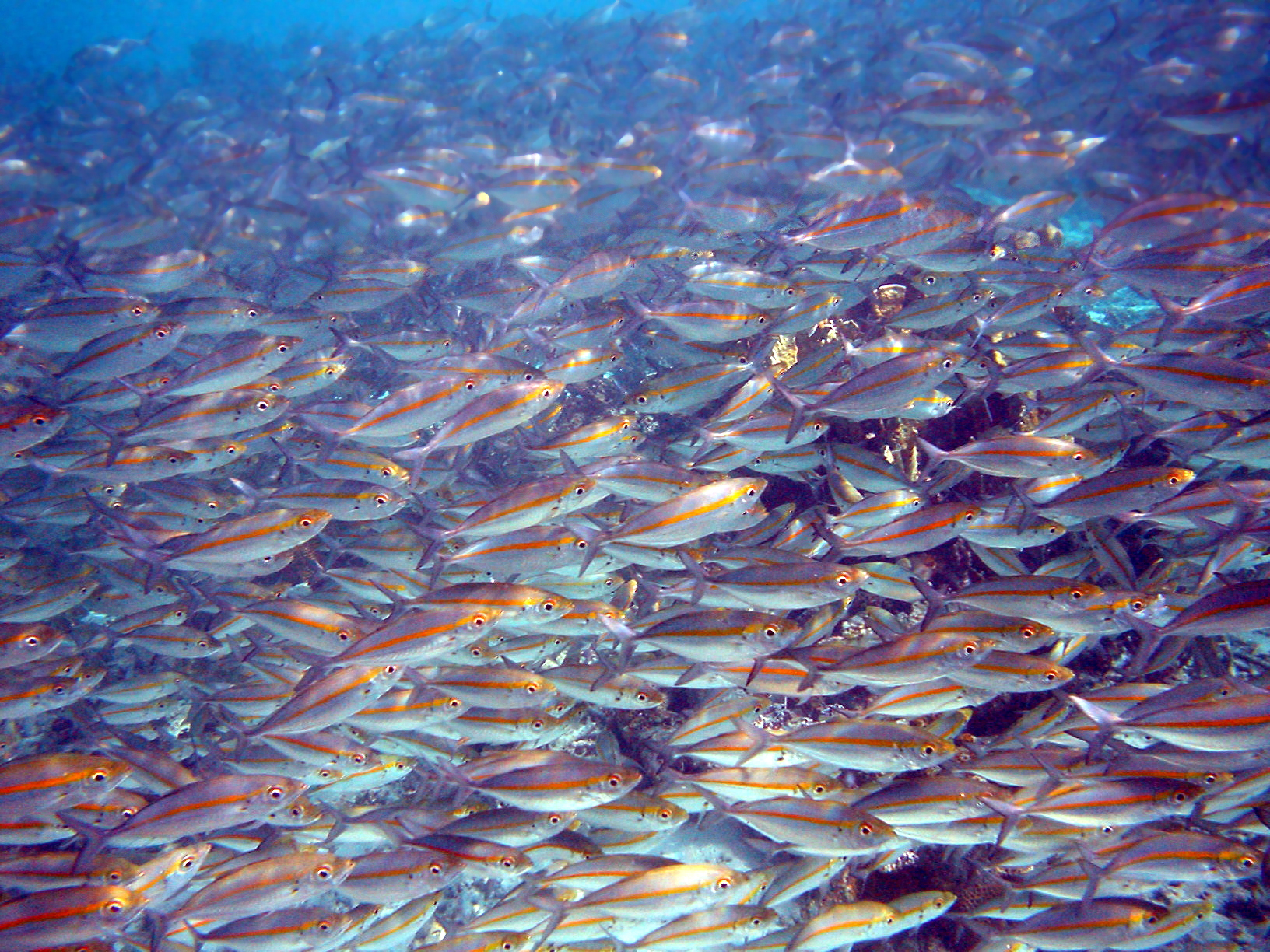
Высокая плотность
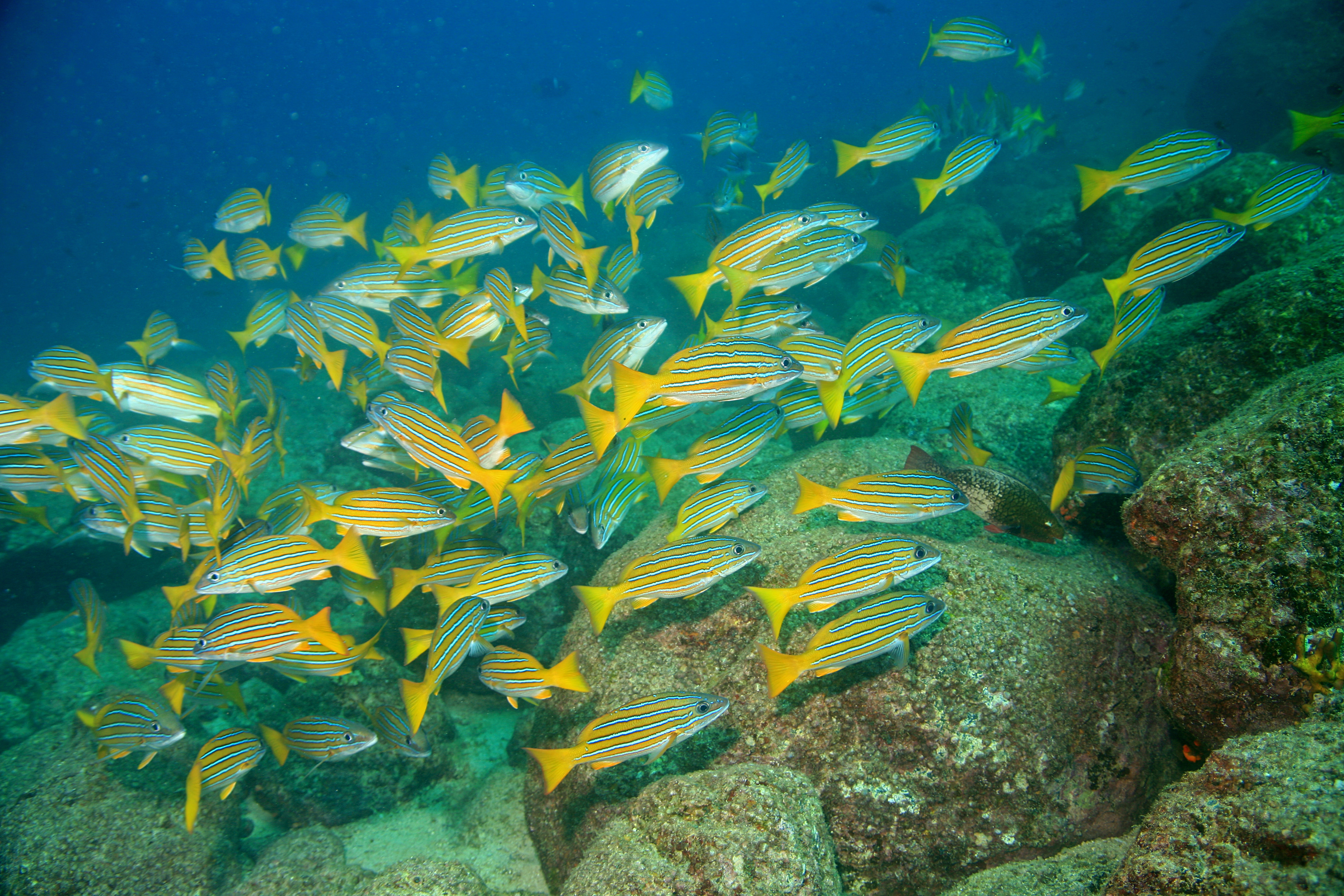
Низкая полярность
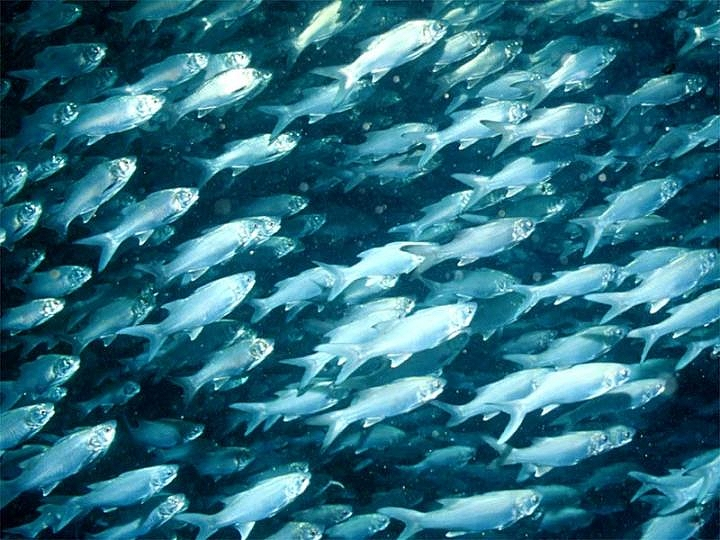
Высокая полярность

- Полярность — описывает степень, в которой все члены стаи устремлены в одном направлении. Для того чтобы определить этот параметр, необходимо установить среднюю ориентацию всех животных в группе. Для каждого животного вычисляется угловая разность между его ориентацией и ориентацией группы. Полярность группы представляет собой среднее значение этих различий[58].
- Расстояние между ближайшими соседями — описывает расстояние между центрами тяжести одной рыбы (фокусная рыба) и ближайшей к ней другой рыбы. Сначала этот параметр находят для каждой рыбы в агрегации, а затем усредняют. При этом надо учитывать, что рыбы, расположенные на краю агрегации, не имеют соседа в одном направлении. Этот параметр также связан с плотностью стаи. Обычно в косяке он составляет от половины до единицы длины тела особи.
- Ближайшее положение соседа — в полярной системе координат положение ближайшей к фокусной рыбе особи, описанное через угол и расстояние.
- Фракция скопления — параметр, заимствованный из физики, чтобы определить состояние, (твёрдое тело, жидкость или газ) трёхмерного скопления рыб. Это мера альтернативная плотности. В идеале агрегация представляет собой совокупность твёрдых сфер с рыбой в центре. Фракция скопления определяется как отношение общего объёма, занимаемого совокупно всеми отдельными сферами, к общему объёму агрегации. Диапазон значений параметра составляет от нуля до единицы, где небольшая фракция скопления представляет собой разреженную систему, подобную газу[59].
- Интегрированная условная плотность — этот параметр измеряет плотность при различных масштабах длины и, следовательно, описывает однородность плотности по всей группе животных[59].
- Парная функция распределения — этот параметр обычно используется в физике, чтобы характеризовать степень пространственного порядка в системе частиц. Он также описывает плотность на расстоянии от заданной точки. Было обнаружено, что стаи скворцов структурированы больше, чем газ, но меньше, чем жидкость[59].

## Моделирование стайного поведения

### Математические модели
Для создания более полной картины используют математическое моделирование стайного поведения. Наиболее распространенные математические модели предполагают, что отдельные животные в стае следуют трём правилам:
1. Двигаются в одном направлении с соседом
2. Остаются рядом с соседними сородичами
3. Избегают столкновений с соседями

Примером подобного симулятора является программа-боид, созданная в 1986 году Крейгом Рейнолдсом. Другая модель самостоятельно управляемых частиц была предложена в 1995 году. Многие существующие модели применяют указанные выше правила и реализуют их, например, через зоны, существующие вокруг каждой рыбы.
1. В самой приближённой зоне отталкивания фокусная рыба будет стремиться дистанцироваться от своих соседей, чтобы избежать столкновения.
2. В чуть дальше расположенной зоне выравнивания фокусная рыба будет стремиться выровнять направление движения со своими соседями.
3. В самой дальней зоне притяжения, расположенной на максимальном удалении от фокусной рыбы, которое она способна почувствовать, фокусная рыба стремится в сторону соседа.

Форму этих зон определяет чувствительность органов восприятия рыбы. Рыбы полагаются на зрение и гидродинамические сигналы, улавливаемые боковой линией, в отличие от криля, который помимо зрения опирается на сигналы, получаемые с помощью антенн. В 2008 году была предложена модель стайного поведения, в которой не было проведено выравнивание совпадающих компонентов поведения индивидов. В ней три базовых правила были сокращены до двух:
1. Оставаться рядом с соседями
2. Избегать столкновения с ними

В том же году с помощью модели взаимодействующих частиц был успешно спрогнозирован путь нерестовой миграции мойвы вокруг Исландии.

### Эволюционные модели
Чтобы получить представление о том, почему животные собираются в стаи, ученые обратились к эволюционным моделям, которые воспроизводят эволюционирующие популяции. Как правило, для моделирования эволюции на протяжении многих поколений эти исследования используют генетический алгоритм. Был изучен ряд гипотез, объясняющих, почему в процессе эволюции у животных формируется стайное поведение, например, теория эгоистичного образования стада, запутывания хищника, снижения риска быть пойманным и множества глаз.

## Картография образования стай
В 2009 году с помощью последних достижений в области акустических изображений группа исследователей Массачусетского технологического института впервые наблюдала формирование и последующую миграцию огромного косяка рыб. Результаты полевых наблюдений дают первое подтверждение общих теорий о поведении крупных скоплений животных от саранчи до птиц.

## Лидерство и принятие решений
Стайные рыбы вынуждены принимать определённые решения, чтобы оставаться вместе. Например, в каком направлении плыть, столкнувшись с хищником, где сделать остановку для кормления или когда и куда мигрировать. Каков механизм принятия этих решений? Оказывают ли влияние на решение группы более опытные «лидеры», или же стая принимает решение на основе консенсуса?
В децентрализованных системах решение может приниматься на основе чувства кворума. Подобное решение определяется как резкое увеличение вероятности того, что члены группы поведут себя определённым образом, как только будет превышен порог минимального числа их согруппников, принявших данную модель поведения. Недавнее исследование показало, что небольшие группы рыб использовали консенсусное принятие решений при выборе модели для подражания. Рыбы следовали простому правилу кворума — прежде чем принять собственное решение, они наблюдали за решениями сородичей. В целом этот метод приводил к «правильным» решениям, хотя иногда следовал массовый выбор ошибочной модели. По мере увеличения численности группы рыба принимали более точные решения при выборе модели для подражания.
Когда в ходе принятия решений на основе консенсуса, что является разновидностью коллективного интеллекта, эффективно используют информацию из многочисленных источников, как правило, следует правильный выбор. Подобное поведение наблюдается у ведущей стайный образ жизни трёхиглой колюшки.
Остаётся неразрешённым вопрос относительно того, как стайные рыбы выбирают направление, в котором плыть. При совершении миграций складывается впечатление, что большинство членов стаи знают, куда им двигаться. Наблюдения за кормовым поведением золотых нотемигонусов показали, что они образуют косяки, во главе которых стоят несколько опытных особей, знающих когда и где можно найти пищу. Если все члены стаи одинаково осведомлены относительно наличия корма, в группе всё равно присутствуют лидеры, которые, согласно проведённым поведенческим тестам, смелее своих сородичей. В передней части косяка чаще всего оказывались рыбы небольшого размера, вероятно, потому что они были более голодными. Наблюдения за обыкновенной плотвой показали, что впереди следуют особи, которые до этого были лишены пищи, поскольку таким образом они могут получить больше корма, хотя и становясь при этом более уязвимыми для хищников.
Наиболее робкие рыбы, опасающиеся нападения, предпочитают оставаться в центральной части стаи.

## Выбор стаи
В лабораторных условиях довольно легко провести эксперимент, позволяющий установить, какую стаю предпочтёт рыба. Аквариум с контрольной особью располагают между двумя аквариумами с разными стаями. Предполагается, что контрольная особь больше времени будет проводить ближе к предпочитаемой группе. В целом рыбы стараются примкнуть к более крупным скоплениям.
Это имеет смысл, поскольку многочисленные стаи обеспечивают лучшую защиту от хищника. И действительно, большие группы кажутся предпочтительнее, когда поблизости наблюдаются хищники, или у видов, имеющих слабую собственную защиту и ищущих спасения в стае. Кроме того, крупные косяки быстрее находят корм, хотя его приходится делить с большим количеством сородичей. Конкуренция может привести к тому, что более голодные особи предпочтут меньшие агрегации, как в случае с колюшками.

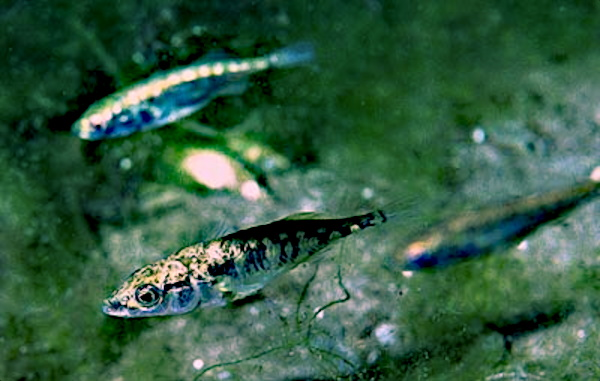
Трёхиглые колюшки предпочитают образовывать стаи с знакомыми и здоровыми сородичами

Рыбы предпочитают образовывать скопления со своими сородичами. Иногда в стае присутствует несколько видов, однако при появлении хищника рыбы быстро перегруппируются, чтобы оказаться ближе к представителям своего вида.
Рыбы стремятся оказаться в группе с особями, сопоставимого с ними размера.
Это объясняется тем, что хищник скорее схватит выделяющуюся из массы особь. Некоторые рыбы примыкают к стае другого вида, если чужаки больше подходят им по размеру.
Голод может изменить выбор предпочитаемого размера членов стаи; иногда крупные рыбы смешиваются с меньшими, поскольку у них появляется конкурентное преимущество в кормлении. Сытые крупные золотые нотемигонусы образуют стаи с такими же большими особями, однако при недостатке пищи они держаться вместе с небольшими сородичами.
Рыбы предпочитают группу знакомых особей. Подобное поведение наблюдается у гуппи, трёхиглых колюшек, поперечно-полосатых фундулюсов, чёрных эмбиоток, мексиканских тетр и прочих карпозубиков.
Исследования стаек кардиналов показали, что рыбки стараются держаться с сородичами, имеющими с ними одинаковые пищевые предпочтения.
Колюшки и эмбиотоки предпочитают присоединяться к здоровым сородичам, избегая поражённых паразитами. Рыбы-ангелы стараются оказаться в косяках, состоящих из подчинённых, а не доминирующих особей. Обыкновенные гольяны способны различать косяки, сформированные сильными и слабыми конкурентами, даже при отсутствии явных подсказок, таких как различия в агрессивности, размере или скорости потребления пищи; эти рыбы предпочитают группироваться со слабыми конкурентами. Все это говорит о выборе кормовой стратегии, поскольку более смелые особи найдут пищу с большей вероятностью, в то время как подчиненные не станут сильно бороться за обнаруженный корм.
В целом рыбы предпочитают присоединиться к активно кормящимся косякам.
Золотые нотемигонусы способны распознать упреждающую активность косяков в ожидании ближайшей кормёжки и предпочитают присоединяться к таким группам.
Рыбы-зебры также стараются держаться в стае активных рыб.

## Коммерческий рыбный промысел
Стайное поведение рыб активно используют при коммерческом рыболовном промысле. Скопления рыбы находят с помощью воздушной разведки, подводной звуколокации и визуального наблюдения. Косяки пелагических рыб облавливают, как правило, кошельковыми неводами. Увеличение численности и укрупнение рыболовного флота, а также применение современных технологий для обнаружения стай рыб приводит к перелову.